# Batalla de Cabra
La batalla de Cabra tuvo lugar en 1079 en lo que hoy es la ciudad homónima, al sur de la provincia de Córdoba, España. El resultado fue una victoria del emir al-Mutámid de la taifa abadí de Sevilla, que contó con la ayuda de la mesnada de Rodrigo Díaz el Campeador, sobre los ejércitos combinados del emir Abd Allah ibn Buluggin de la taifa zirí de Granada y sus aliados los castellanos García Ordóñez y Diego Pérez, y los hermanos navarros Lope y Fortuño Sánchez.

## Historia
El magnate Rodrigo Díaz fue enviado por Alfonso VI a cobrar las parias del rey de Sevilla al-Mutámid, mientras otra delegación, encabezada por García Ordóñez, iba a hacer lo mismo con respecto a los impuestos anuales que debía remunerar Abd Allah ibn Buluggin de Granada al rey cristiano.
Según el testimonio transmitido por la Historia Roderici –escrita hacia 1190– cuando Rodrigo Díaz estaba en Sevilla, Ibn Buluggin emprendió contra al-Mutámid un ataque que fue interceptado en el castillo de Cabra. La crónica da el protagonismo en el enfrentamiento a Rodrigo Díaz y a su oponente García Ordóñez, si bien se trata de una literaturización de los hechos al situar al héroe biografiado solo y enfrentado a su enemigo por excelencia, pues probablemente además de Rodrigo acompañaban a la legación de Alfonso VI otros magnates de la curia castellano-leonesa, análogamente a la que se mandó ante el rey granadino encabezada por cuatro nobles.
En cualquier caso el resultado fue de derrota contundente de la coalición de Granada, puesto que en la batalla la coalición sevillana obtuvo botín de guerra y fueron capturados García Ordóñez, Diego Pérez y Lope Sánchez, que fueron puestos en libertad en tres días sin pedir rescate a cambio. A su regreso a Sevilla, Rodrigo el Campeador no solo cobró las parias, sino que fue recibido con honores y recompensado por al-Mutámid con valiosos regalos destinados a Alfonso VI, acompañados de la firma de un tratado de paz, todo esto según la Historia Roderici.
Pese a que el Cantar de mio Cid señala la afrenta que en esta batalla recibió García Ordóñez por parte del Cid –agarrarle de la barba, que era un gesto de desprecio–, y le achaca un posterior rencor que le llevaría, junto con otros envidiosos, a enemistarle con el rey Alfonso con las falsas acusaciones de que el Cid había robado parte de las parias que cobró al rey de Sevilla, malquerencia que ocasionó el destierro del infanzón castellano, los sucesos históricos fueron distintos, puesto que Rodrigo Díaz, que era miembro de la curia real desde tiempos de Sancho II de Castilla y descendía de la aristocracia asturiana y leonesa por vía materna y por la paterna heredó un importante patrimonio de su padre, siendo desde muy joven uno de los más altos magnates del séquito de Sancho de Castilla y posteriormente –y sin solución de continuidad– de Alfonso VI, sufrió su primer destierro –de los dos con que fue sancionado por el rey– debido a una imprudente incursión de saqueo en 1080 por la taifa de Toledo, que era entonces un protectorado del Rey de León, aunque no se deben descartar del todo las posibles enemistades que se pudieron fraguar en el círculo de altos magnates de la curia de Alfonso VI.